# KGM 티볼리
KGM 티볼리(KGM Tivoli)는 KG모빌리티의 소형 스포츠 유틸리티 자동차이다. 마힌드라에 인수된 이후 처음 내놓은 완전한 신차이며, 차명인 티볼리는 이탈리아 로마 근교의 휴양지의 이름을 따왔다.

## 1세대 (X100/X100L)

### 티볼리(2015년1월~2017년7월)

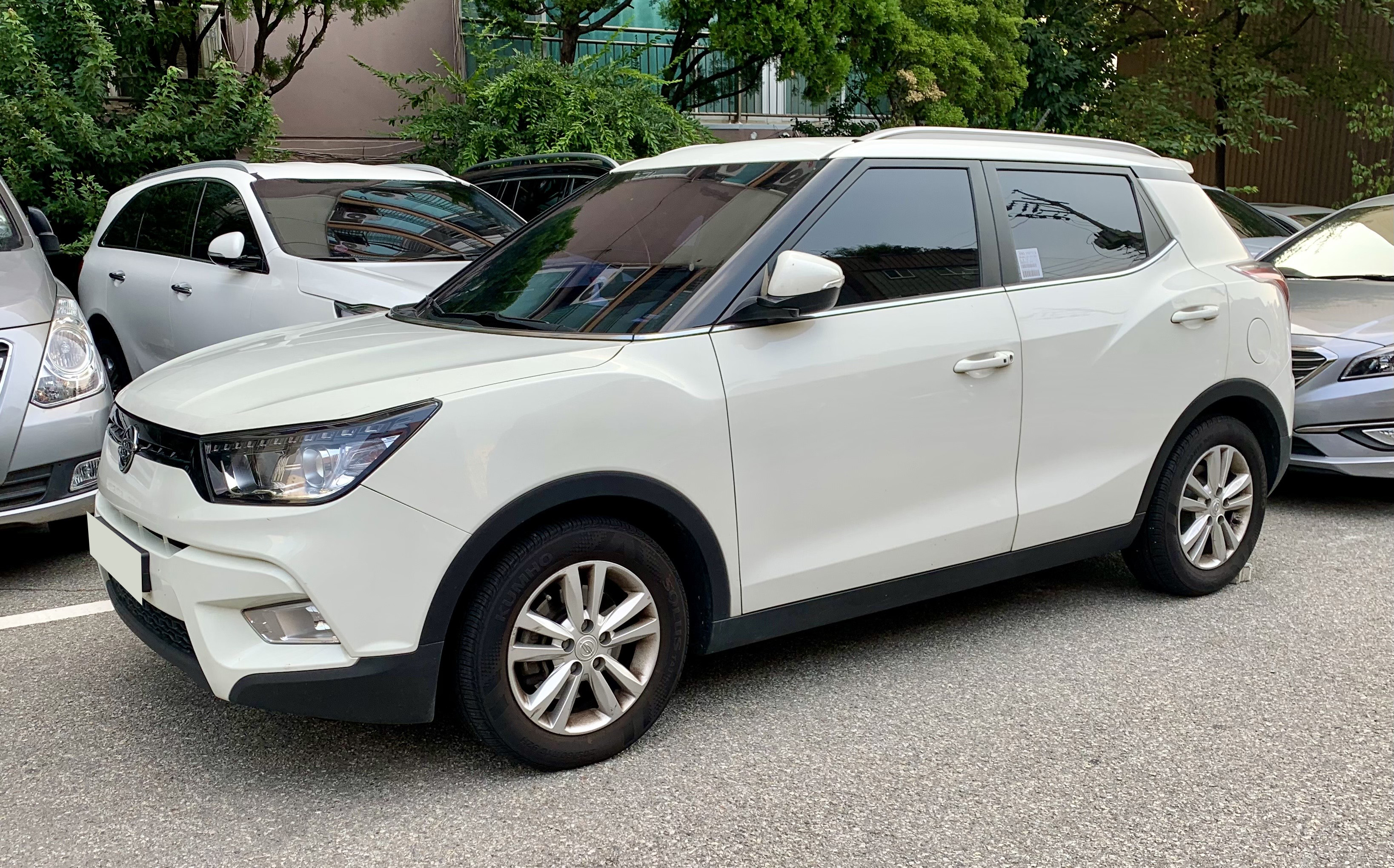
쌍용 티볼리 정측면

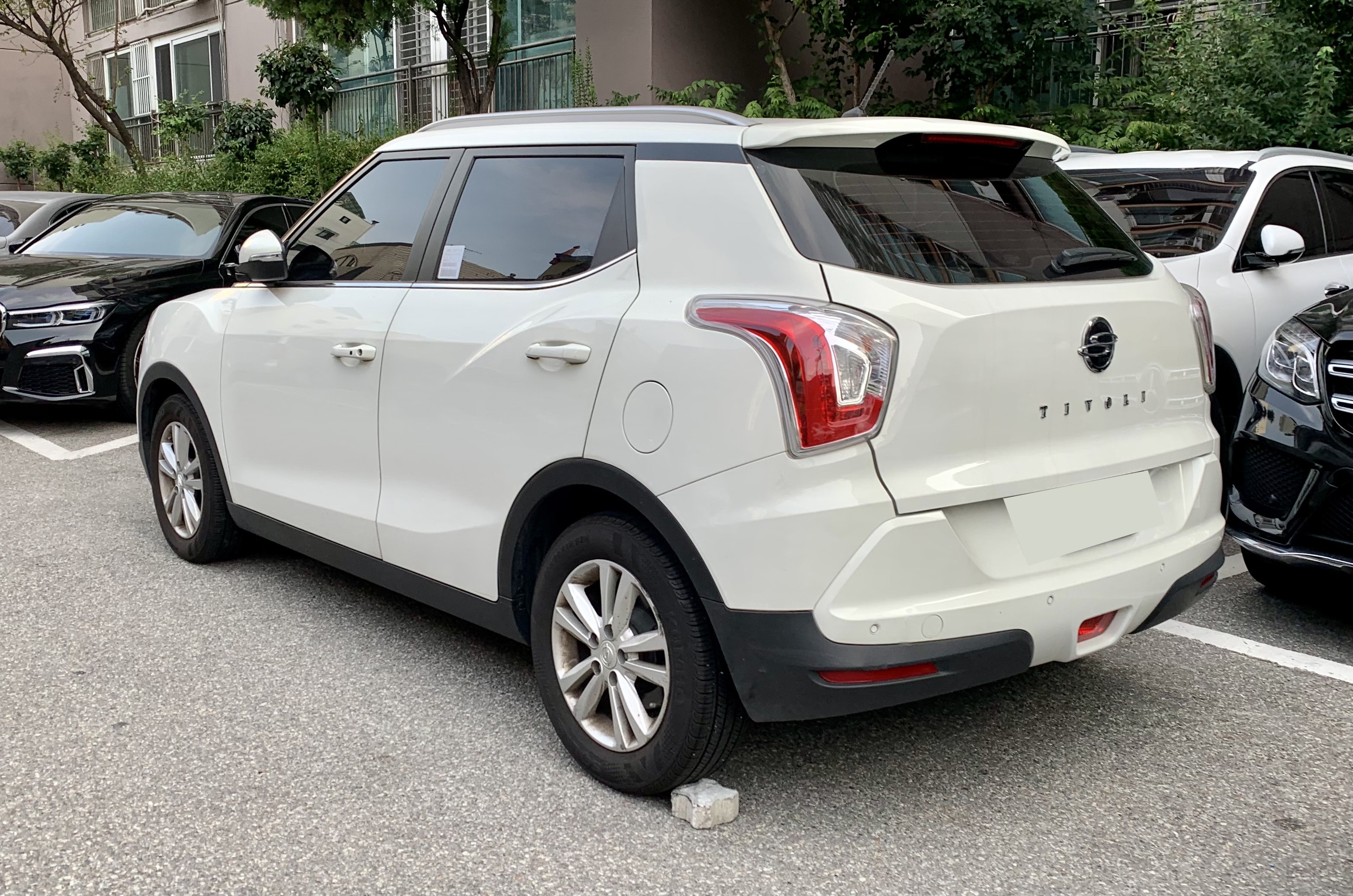
쌍용 티볼리 후측면

2015년 1월 13일에 출시되었다. 마힌드라에 인수된 이후 처음 내놓은 완전한 신차로, 2012년부터 프로젝트명 X100으로 개발된 티볼리는 2011년과 2014년에 각각 개최된 프랑크푸르트 모터쇼와 파리 모터쇼에 공개된 컨셉트 카 XIV-1 및 XIV-2의 디자인을 지녔다. 차명인 티볼리는 이탈리아 로마 근교의 휴양지 및 덴마크 코펜하겐에 위치한 도심형 테마 공원의 이름에서 따왔다. 출시 전인 2014년 11월 25일에 차명과 렌더링 이미지가 공개되었다. 기존 코란도 C의 아랫 등급에 위치하는 티볼리는 1.6ℓ e-XGi 160 가솔린 엔진과 아이신제 6단 자동변속기가 적용되었다. 71.4%의 고장력 강판을 사용하였으며, 이중 초고장력 강판 비율이 40%에 달한다. 운전석 무릎 에어백을 포함한 7 에어백이 적용되었고, 차체 자세 제어 장치와 타이어 공기압 경보 장치가 모든 트림에 기본 적용되었다. 같은 해 4월에 개최된 상하이 모터쇼를 통하여 중국에 선보였으며, 중국에서는 티볼란이라는 차명으로 판매된다.
- 2015년 7월 6일에는 1.6ℓ e-XDi LET 디젤 엔진과 4륜구동이 추가되었다. 4륜구동은 1.6ℓ e-XGi 160 가솔린 엔진에 한하여 선택 사양으로 적용되며(이후 1.6ℓ e-XDi LET 디젤 엔진에도 적용), 선택 시 후륜 서스펜션은 토션 빔이 아닌 멀티 링크가 적용된다.
- 2015년 12월에는 국토교통부가 발표한 신차 안전도 평가에서 100점 만점에 91.9점을 받아 우수상을 획득하였다.[10]

#### 신차 안전도 평가
- 2015년 KNCAP 신차 안전도 평가에서 100점 만점에 91.9점을 받아 1등급을 획득함.
- 2016년 EURO NCAP 유럽 신차 안전도 평가에서 별 5개 만점에 별 4개를 확득함.[11]

#### 제원
| 구분                 | 1.6ℓ e-XGi 160 가솔린(2WD)                                                       | 1.6ℓ e-XGi 160 가솔린(4WD)              | 1.6ℓ e-XDi LET 디젤(2WD)                | 1.6ℓ e-XDi LET 디젤(4WD)                |
| -------------------- | -------------------------------------------------------------------------------- | --------------------------------------- | --------------------------------------- | --------------------------------------- |
| 전장 (mm)            | 4,195                                                                            | 4,195                                   | 4,195                                   | 4,195                                   |
| 전폭 (mm)            | 1,795                                                                            | 1,795                                   | 1,795                                   | 1,795                                   |
| 전고 (mm)            | 1,590 1,600(루프랙 적용시)                                                       | 1,590 1,600(루프랙 적용시)              | 1,590 1,600(루프랙 적용시)              | 1,590 1,600(루프랙 적용시)              |
| 축거 (mm)            | 2,600                                                                            | 2,600                                   | 2,600                                   | 2,600                                   |
| 윤거 (전, mm)        | 1,555(R16) 1,550(R18)                                                            | 1,550(R18)                              | 1,555(R16) 1,550(R18)                   | 1,555(R16) 1,550(R18)                   |
| 윤거 (후, mm)        | 1,555(R16) 1,550(R18)                                                            | 1,550(R18)                              | 1,555(R16) 1,550(R18)                   | 1,555(R16) 1,550(R18)                   |
| 승차 정원            | 5명                                                                              | 5명                                     | 5명                                     | 5명                                     |
| 변속기               | 수동 6단 자동 6단                                                                | 자동 6단                                | 자동 6단                                | 자동 6단                                |
| 서스펜션 (전/후)     | 맥퍼슨 스트럿/토션 빔                                                            | 맥퍼슨 스트럿/멀티 링크                 | 맥퍼슨 스트럿/토션 빔                   | 맥퍼슨 스트럿/멀티 링크                 |
| 구동 형식            | 전륜 구동                                                                        | 4륜 구동                                | 전륜 구동                               | 4륜 구동                                |
| 엔진 형식            | 173910                                                                           | 173910                                  | 673910                                  | 673910                                  |
| 연료                 | 가솔린                                                                           | 가솔린                                  | 디젤                                    | 디젤                                    |
| 배기량 (cc)          | 1,597                                                                            | 1,597                                   | 1,597                                   | 1,597                                   |
| 최고 출력 (ps/rpm)   | 126/6,000                                                                        | 126/6,000                               | 115/4,000                               | 115/4,000                               |
| 최대 토크 (kg*m/rpm) | 16.0/4,600                                                                       | 16.0/4,600                              | 30.6/2,500                              | 30.6/2,500                              |
| 최고 속도 (km/h)     | 195                                                                              | 195                                     | 195                                     | 195                                     |
| 연료 탱크 용량 (ℓ)   | 47                                                                               | 47                                      | 47                                      | 47                                      |
| 요소수 탱크 용량 (ℓ) | -                                                                                | -                                       | -                                       | -                                       |
| 공차 중량 (kg)       | 1,270(수동 6단)/ 1,300(자동 6단)                                                 | 1,410(자동 6단)                         | 1,395(자동 6단)                         | 1,495(자동 6단)                         |
| 연비 (km/ℓ)          | 도심 11.3/고속 13.8/복합 12.3(수동 6단)/ 도심 10.7/고속 14.0/복합 12.0(자동 6단) | 도심 10.1/고속 13.2/복합 11.3(자동 6단) | 도심 13.7/고속 17.8/복합 15.3(자동 6단) | 도심 12.9/고속 17.0/복합 14.5(자동 6단) |
| Co2 배출량 (g/km)    | 141(수동 6단)/ 146(자동 6단)                                                     | 156(자동 6단)                           | 128(자동 6단)                           | 136(자동 6단)                           |

### 티볼리 아머(2017년7월~2019년6월)

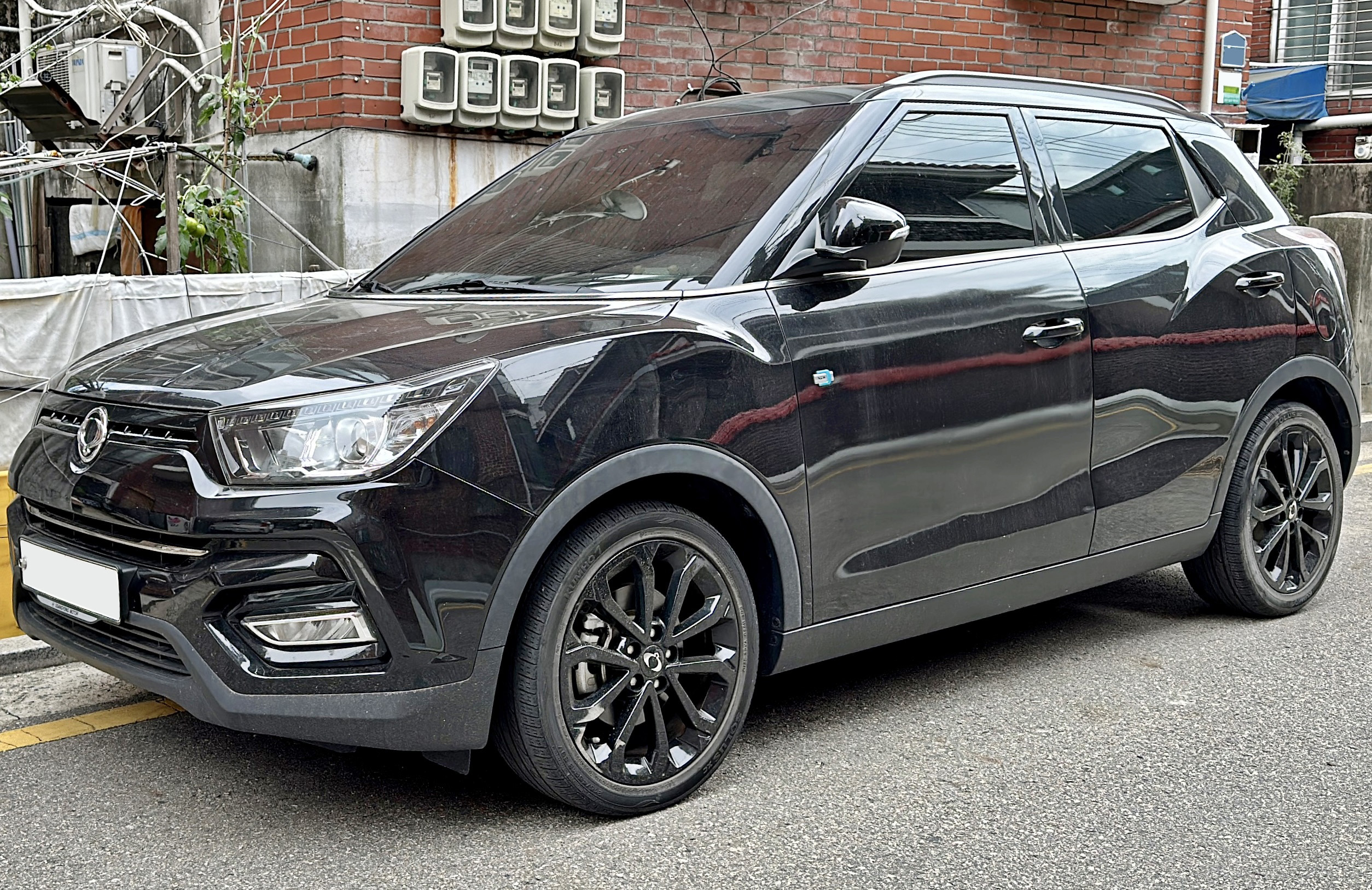
쌍용 티볼리 아머 정측면

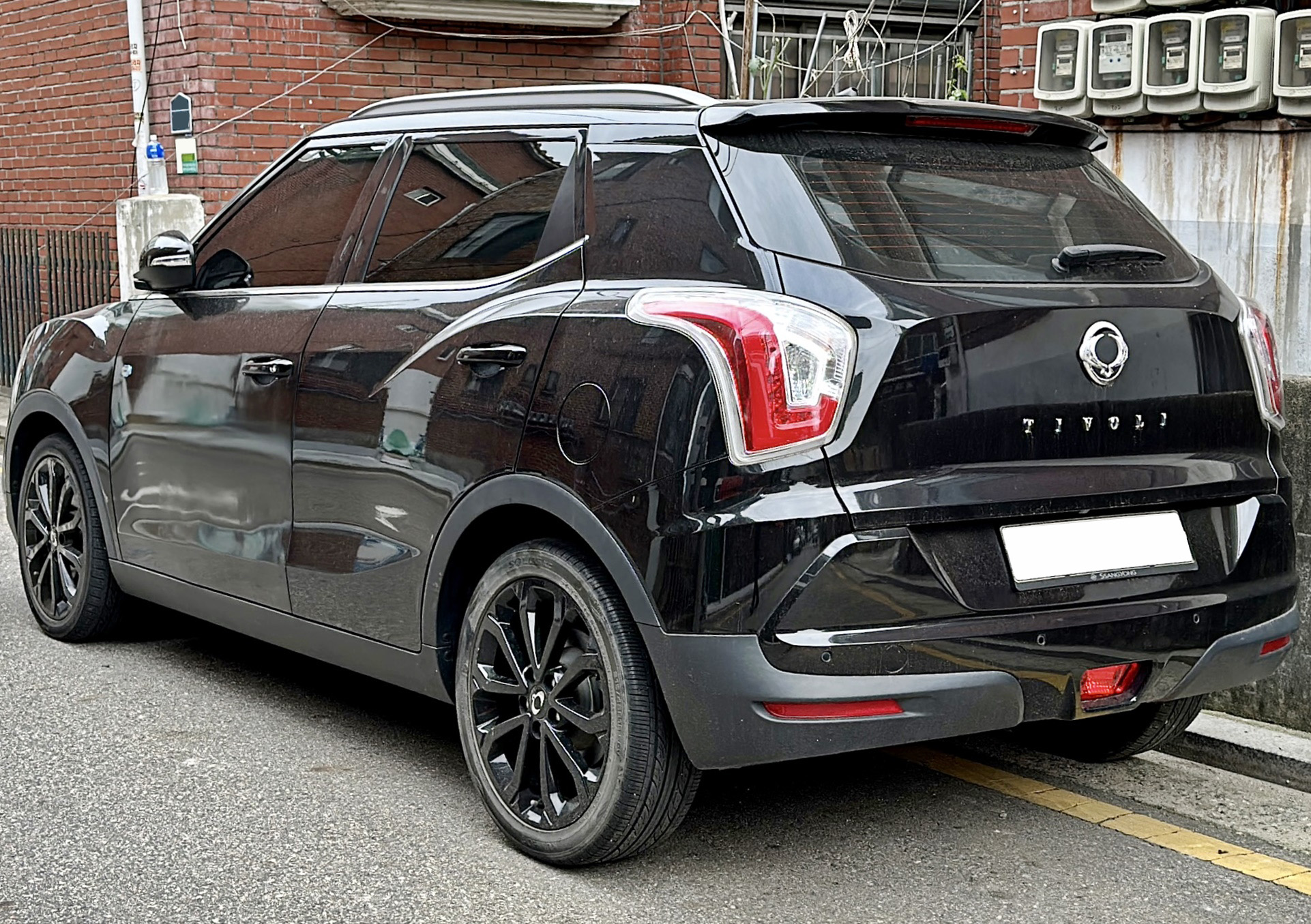
쌍용 티볼리 아머 후측면

2017년 7월 17일에는 상품성을 개선한 2018년형을 티볼리 아머로 선보였다. 앞 범퍼의 변경, LED 안개등 추가, 모든 외장 컬러에서 투톤 컬러 선택 가능 등으로 경쟁력을 높였다. 아울러 아웃 사이드 미러, 리어 LED 윙 로고 엠블럼, 도어 스팟 램프, 루프 컬러, 데칼 등을 원하는 대로 선택하여 수십 만 가지의 서로 다른 조합이 가능한 기어 에디션 트림이 신설되었다.

#### 제원
| 구분                 | 1.6ℓ e-XGi 160 가솔린(2WD)                                                       | 1.6ℓ e-XGi 160 가솔린(4WD)             | 1.6ℓ e-XDi LET 디젤(2WD)                | 1.6ℓ e-XDi LET 디젤(4WD)                |
| -------------------- | -------------------------------------------------------------------------------- | -------------------------------------- | --------------------------------------- | --------------------------------------- |
| 전장 (mm)            | 4,195                                                                            | 4,195                                  | 4,195                                   | 4,195                                   |
| 전폭 (mm)            | 1,795                                                                            | 1,795                                  | 1,795                                   | 1,795                                   |
| 전고 (mm)            | 1,590 1,600(루프랙 적용시)                                                       | 1,590 1,600(루프랙 적용시)             | 1,590 1,600(루프랙 적용시)              | 1,590 1,600(루프랙 적용시)              |
| 축거 (mm)            | 2,600                                                                            | 2,600                                  | 2,600                                   | 2,600                                   |
| 윤거 (전, mm)        | 1,555(R16) 1,550(R18)                                                            | 1,550(R18)                             | 1,555(R16) 1,550(R18)                   | 1,555(R16) 1,550(R18)                   |
| 윤거 (후, mm)        | 1,555(R16) 1,550(R18)                                                            | 1,550(R18)                             | 1,555(R16) 1,550(R18)                   | 1,555(R16) 1,550(R18)                   |
| 승차 정원            | 5명                                                                              | 5명                                    | 5명                                     | 5명                                     |
| 변속기               | 수동 6단 자동 6단                                                                | 자동 6단                               | 자동 6단                                | 자동 6단                                |
| 서스펜션 (전/후)     | 맥퍼슨 스트럿/토션 빔                                                            | 맥퍼슨 스트럿/멀티 링크                | 맥퍼슨 스트럿/토션 빔                   | 맥퍼슨 스트럿/멀티 링크                 |
| 구동 형식            | 전륜 구동                                                                        | 4륜 구동                               | 전륜 구동                               | 4륜 구동                                |
| 엔진 형식            | 173910                                                                           | 173910                                 | 673910                                  | 673910                                  |
| 연료                 | 가솔린                                                                           | 가솔린                                 | 디젤                                    | 디젤                                    |
| 배기량 (cc)          | 1,597                                                                            | 1,597                                  | 1,597                                   | 1,597                                   |
| 최고 출력 (ps/rpm)   | 126/6,000                                                                        | 126/6,000                              | 115/4,000                               | 115/4,000                               |
| 최대 토크 (kg*m/rpm) | 16.0/4,600                                                                       | 16.0/4,600                             | 30.6/2,500                              | 30.6/2,500                              |
| 최고 속도 (km/h)     | 195                                                                              | 195                                    | 195                                     | 195                                     |
| 연료 탱크 용량 (ℓ)   | 47                                                                               | 47                                     | 47                                      | 47                                      |
| 요소수 탱크 용량 (ℓ) | -                                                                                | -                                      | -                                       | -                                       |
| 공차 중량 (kg)       | 1,270(수동 6단)/ 1,300(자동 6단)                                                 | 1,410(자동 6단)                        | 1,395(자동 6단)                         | 1,495(자동 6단)                         |
| 연비 (km/ℓ)          | 도심 10.8/고속 13.3/복합 11.8(수동 6단)/ 도심 10.1/고속 13.4/복합 11.4(자동 6단) | 도심 9.4/고속 12.7/복합 10.7(자동 6단) | 도심 13.1/고속 17.2/복합 14.7(자동 6단) | 도심 12.5/고속 16.1/복합 13.9(자동 6단) |
| Co2 배출량 (g/km)    | 142(수동 6단)/ 148(자동 6단)                                                     | 158(자동 6단)                          | 129(자동 6단)                           | 137(자동 6단)                           |

### 베리 뉴 티볼리(2019년6월~2023년7월)

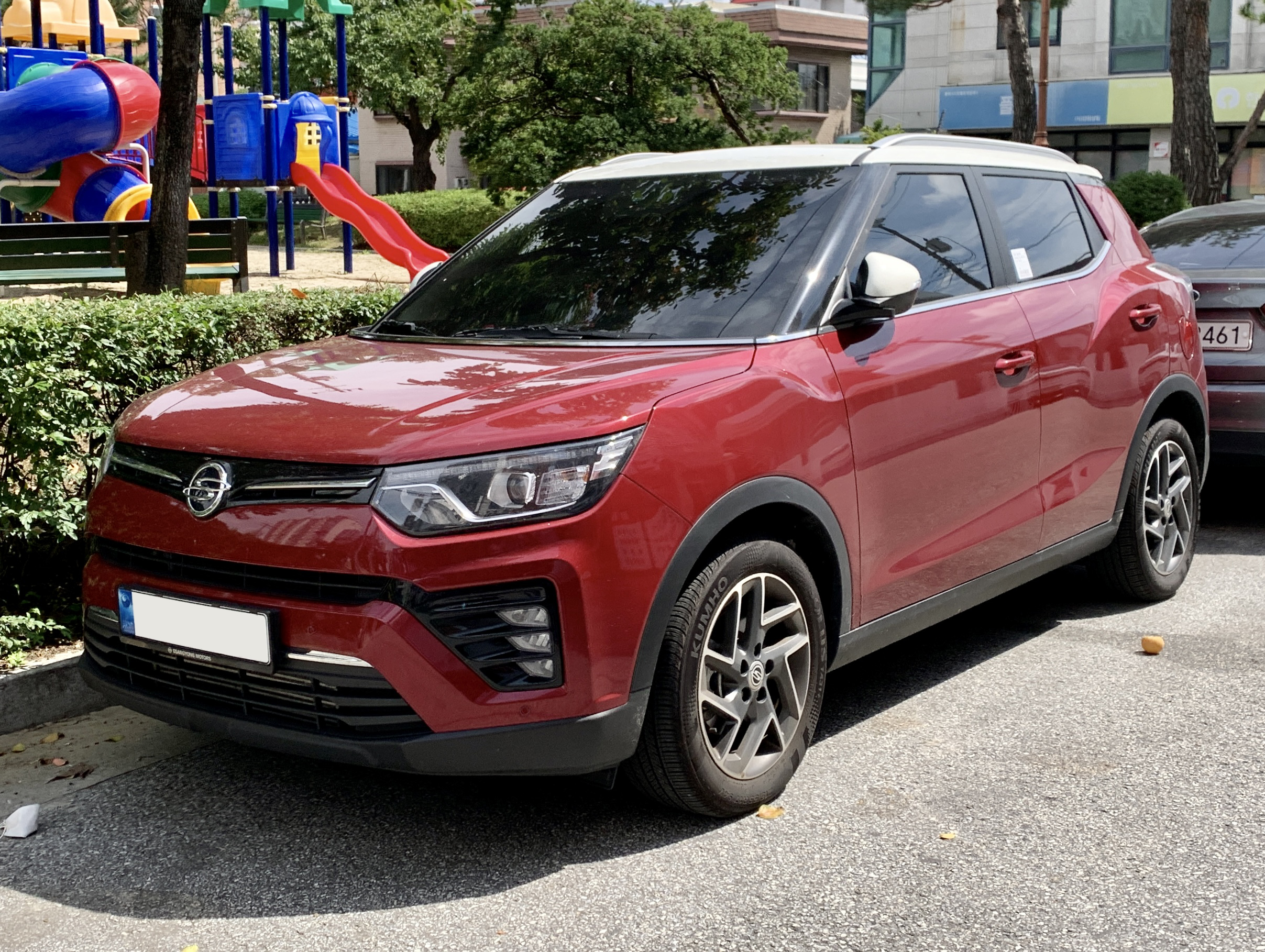
쌍용 베리 뉴 티볼리 정측면

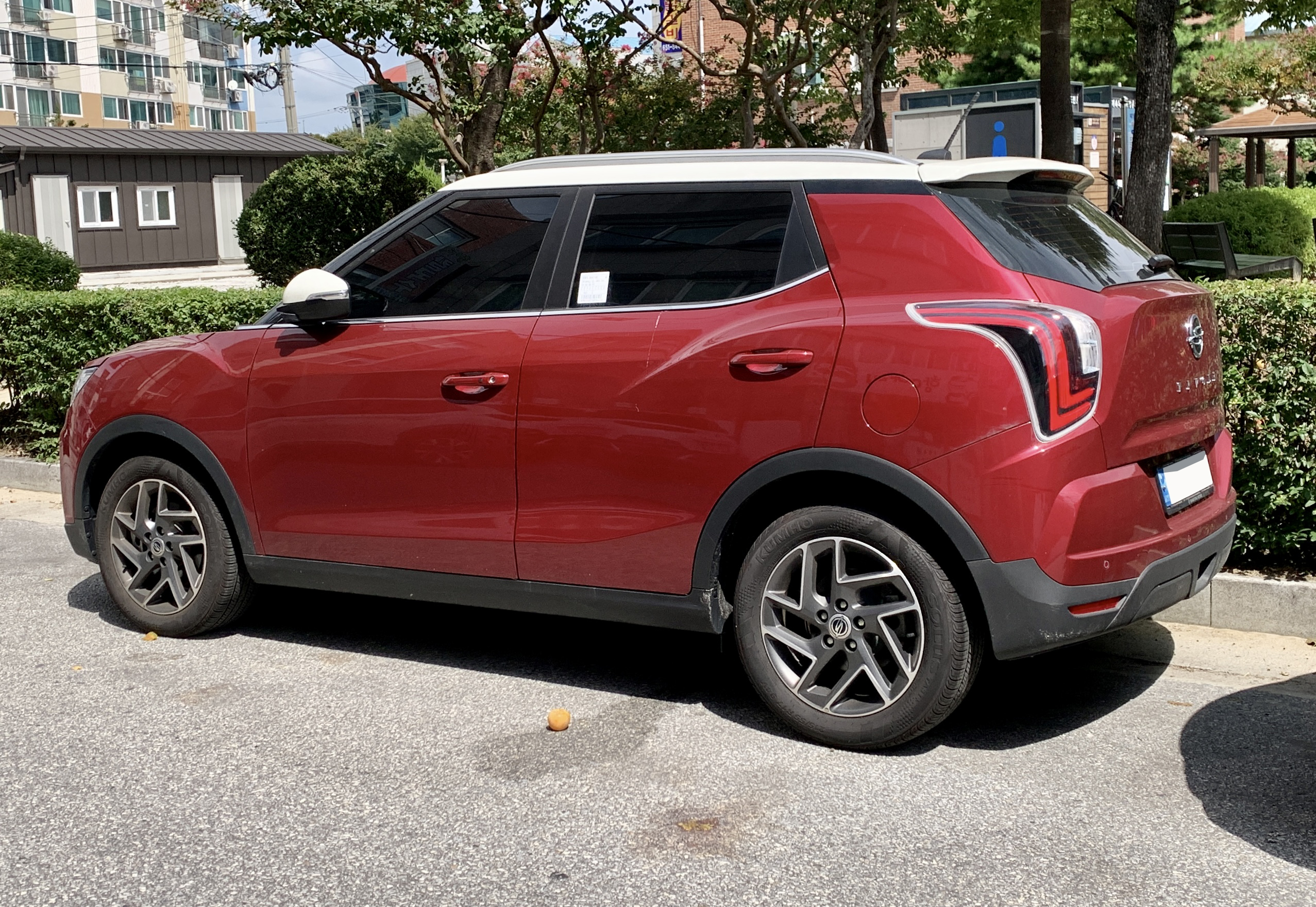
쌍용 베리 뉴 티볼리 후측면

2019년 6월에 공개된 티볼리의 페이스리프트 버전인 베리 뉴 티볼리(X150)는 전면부와 후면부 등 외관 디자인과 함께 내부 레이아웃 디자인도 변경되었다. 신형 코란도에서 선보인 10.25인치 디지털 계기판과 안드로이드 오토와 애플 카플레이를 지원하는 9인치 네비게이션이 탑재되었고, MFR 반사판 방식의 풀 LED 헤드램프가 들어갔다. 또한 새로 개발한 163마력 1.5리터 가솔린 터보 엔진이 쌍용차 최초로 적용되었으며, 1.6리터 디젤 엔진도 출력을 개선하였다.

#### 제원
| 구분                 | 1.5ℓ e-XGDi 150T 가솔린(2WD) | 1.5ℓ e-XGDi 150T 가솔린(4WD)                        | 1.6ℓ e-XDi LET 디젤(2WD)                             | 1.6ℓ e-XDi LET 디젤(4WD)                             |
| -------------------- | --- | --------------------------------------------------- | ---------------------------------------------------- | ---------------------------------------------------- |
| 전장 (mm)            | 4,225 | 4,225                                               | 4,225                                                | 4,225                                                |
| 전폭 (mm)            | 1,810 | 1,810                                               | 1,810                                                | 1,810                                                |
| 전고 (mm)            | 1,615 1,620(루프랙 적용시) | 1,615 1,620(루프랙 적용시)                          | 1,615 1,620(루프랙 적용시)                           | 1,615 1,620(루프랙 적용시)                           |
| 축거 (mm)            | 2,600 | 2,600                                               | 2,600                                                | 2,600                                                |
| 윤거 (전, mm)        | 1,560 | 1,560                                               | 1,560                                                | 1,560                                                |
| 윤거 (후, mm)        | 1,560 | 1,560                                               | 1,560                                                | 1,560                                                |
| 최저 지상고 (mm)     | 168 | 168                                                 | 178                                                  | 178                                                  |
| 승차 정원            | 5명 | 5명                                                 | 5명                                                  | 5명                                                  |
| 변속기               | 수동 6단 자동 6단 | 자동 6단                                            | 자동 6단                                             | 자동 6단                                             |
| 서스펜션 (전/후)     | 맥퍼슨 스트럿/토션 빔 | 맥퍼슨 스트럿/멀티 링크                             | 맥퍼슨 스트럿/토션 빔                                | 맥퍼슨 스트럿/멀티 링크                              |
| 구동 형식            | 전륜 구동 | 4륜 구동                                            | 전륜 구동                                            | 4륜 구동                                             |
| 엔진 형식            | 173910 | 173910                                              | 673910                                               | 673910                                               |
| 연료                 | 가솔린 | 가솔린                                              | 디젤                                                 | 디젤                                                 |
| 배기량 (cc)          | 1,597 | 1,597                                               | 1,497                                                | 1,497                                                |
| 최고 출력 (ps/rpm)   | 163/5,500 | 163/5,500                                           | 136/4,000                                            | 136/4,000                                            |
| 최대 토크 (kg*m/rpm) | 26.5/1,500~4,000 | 26.5/1,500~4,000                                    | 33.0/1,500~2,500                                     | 33.0/1,500~2,500                                     |
| 연료 탱크 용량 (ℓ)   | 50 | 50                                                  | 47                                                   | 47                                                   |
| 요소수 탱크 용량 (ℓ) | - | -                                                   | 12                                                   | 12                                                   |
| 공차 중량 (kg)       | 1,305(16인치 휠 수동 6단)/ 1,360(16/18인치 휠 자동 6단)                                                                                                 | 1,470(16/18인치 휠 자동 6단)                        | 1,475(16/18인치 휠 자동 6단)                         | 1,530(16/18인치 휠 자동 6단)                         |
| 연비 (km/ℓ)          | 도심 11.1/고속 13.7/복합 12.1(16인치 휠 수동 6단)/ 도심 10.6/고속 13.0/복합 11.6(16인치 휠 자동 6단)/ 도심 10.6/고속 12.7/복합 11.4(18인치 휠 자동 6단) | 도심 9.2/고속 11.8/복합 10.2(16/18인치 휠 자동 6단) | 도심 13.6/고속 15.9/복합 14.5(16/18인치 휠 자동 6단) | 도심 12.5/고속 15.4/복합 13.6(16/18인치 휠 자동 6단) |
| Co2 배출량 (g/km)    | 136(16인치 휠 수동 6단)/ 143(16인치 휠 자동 6단)/ 145(18인치 휠 자동 6단)                                                                               | 164(16/18인치 휠 자동 6단)                          | 130(16/18인치 휠 자동 6단)                           | 139(16/18인치 휠 자동 6단)                           |

### 티볼리 에어(2016년3월~2019년9월)

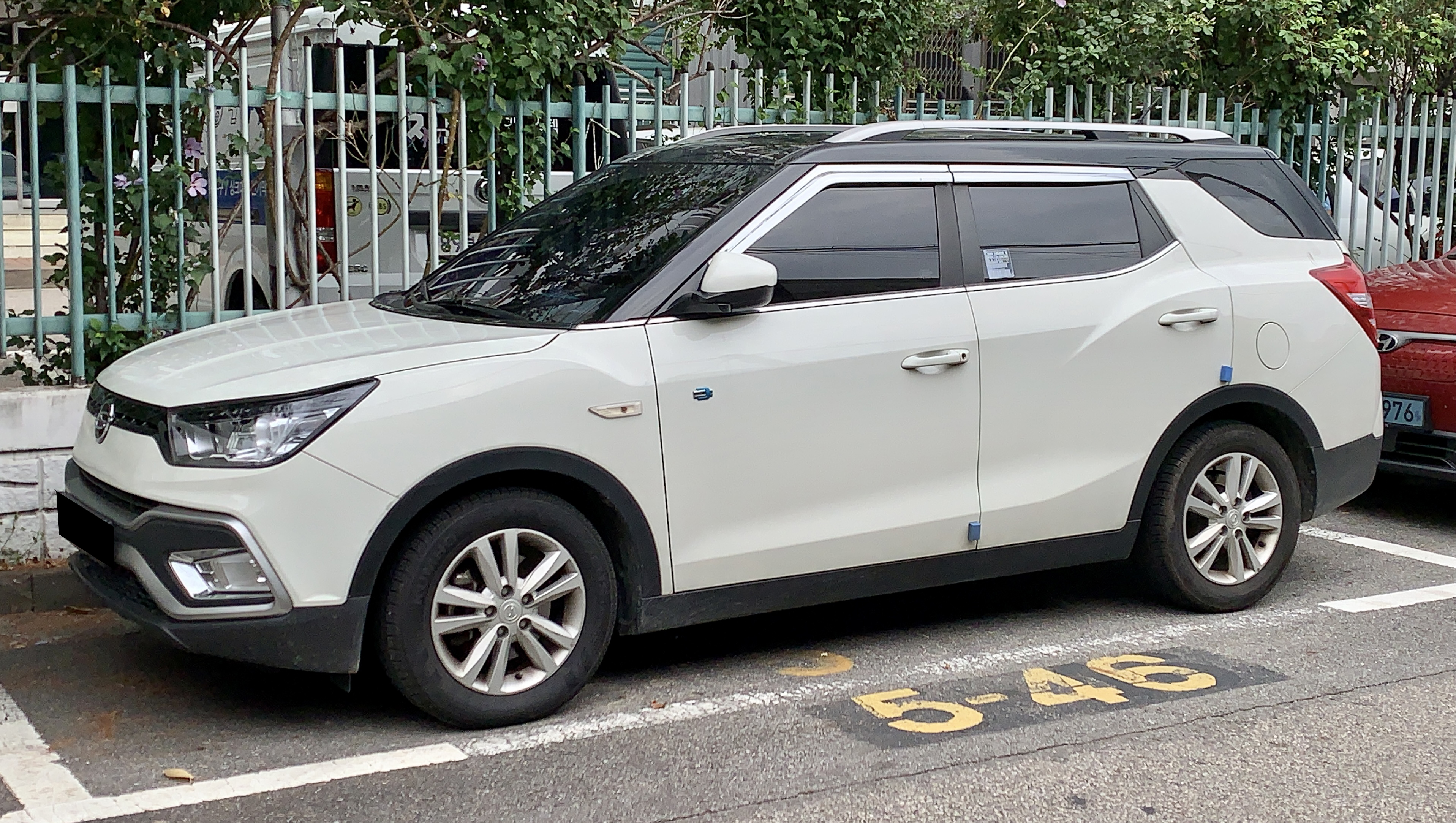
쌍용 티볼리 에어 정측면

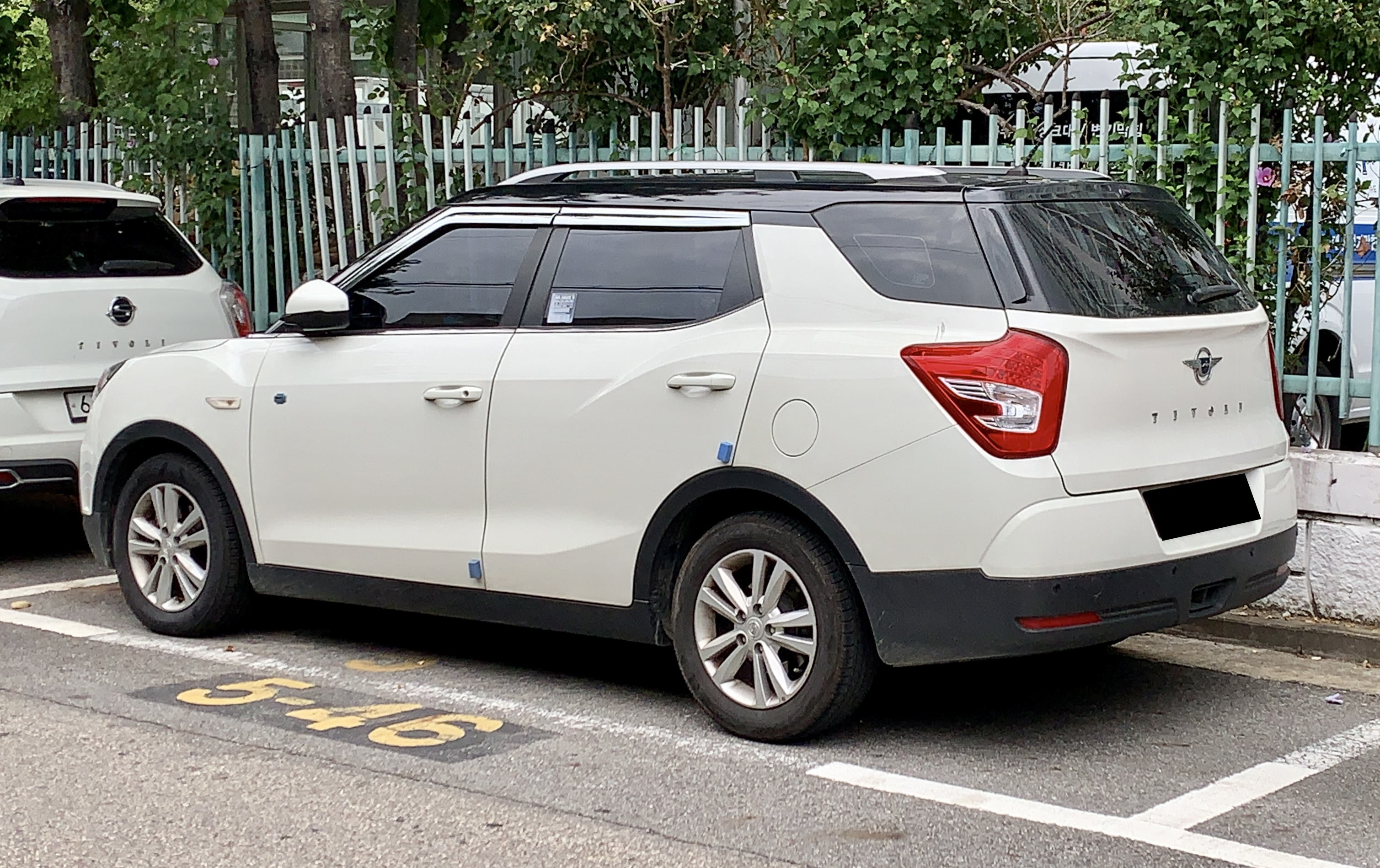
쌍용 티볼리 에어 후측면

티볼리 에어는 기존 티볼리의 차체를 늘린 롱 바디 버전으로, XLV 컨셉트 카를 바탕으로 2016년 3월 8일에 출시되었다. 서브 네임인 에어는 영어로 공기를 의미하며, 공기가 창조적 생명 활동의 필수적 요소인 것처럼 다양한 활동을 제약 없이 즐기는 데 꼭 필요한 SUV를 지향한다. 바벨 타입 범퍼와 블랙 아웃 처리된 D 필러, 뒷면의 전용 엠블럼 등으로 기존 티볼리와의 차별화를 꾀하였다. 2열 시트는 최대 32.5도까지 리클라이닝이 가능하다. 전장이 늘어난 만큼 트렁크 공간 역시 티볼리의 423ℓ에서 720ℓ로 대폭 늘어났으며, 2열 시트 폴딩 시 1,440ℓ까지 늘어났다. 2016년 8월부터 가솔린 엔진이 추가되었다. 2019년 9월에는 뷰티풀 코란도와의 판매 간섭으로 인해 국내에서는 단종되었으나, 수출형 모델인 XLV는 판매중이다.

#### 제원
| 구분                 | 1.6ℓ e-XDi LET 디젤(2WD)                                                         | 1.6ℓ e-XDi LET 디젤(4WD)                |
| -------------------- | -------------------------------------------------------------------------------- | --------------------------------------- |
| 전장 (mm)            | 4,440                                                                            | 4,440                                   |
| 전폭 (mm)            | 1,795                                                                            | 1,795                                   |
| 전고 (mm)            | 1,635                                                                            | 1,635                                   |
| 축거 (mm)            | 2,600                                                                            | 2,600                                   |
| 윤거 (전, mm)        | 1,555(R16) 1,550(R18)                                                            | 1,555(R16) 1,550(R18)                   |
| 윤거 (후, mm)        | 1,555(R16) 1,550(R18)                                                            | 1,555(R16) 1,550(R18)                   |
| 승차 정원            | 5명                                                                              | 5명                                     |
| 변속기               | 수동 6단 자동 6단                                                                | 자동 6단                                |
| 서스펜션 (전/후)     | 맥퍼슨 스트럿/토션 빔                                                            | 맥퍼슨 스트럿/멀티 링크                 |
| 구동 형식            | 전륜 구동                                                                        | 4륜 구동                                |
| 엔진 형식            | 673910                                                                           | 673910                                  |
| 연료                 | 디젤                                                                             | 디젤                                    |
| 배기량 (cc)          | 1,597                                                                            | 1,597                                   |
| 최고 출력 (ps/rpm)   | 115/4,000                                                                        | 115/4,000                               |
| 최대 토크 (kg*m/rpm) | 30.6/1,500~2,500                                                                 | 30.6/1,500~2,500                        |
| 최고 속도 (km/h)     | 172                                                                              | 172                                     |
| 연료 탱크 용량 (ℓ)   | 47                                                                               | 47                                      |
| 요소수 탱크 용량 (ℓ) | -                                                                                | -                                       |
| 공차 중량 (kg)       | 1,410(수동 6단)/ 1,445(자동 6단)                                                 | 1,535(자동 6단)                         |
| 연비 (km/ℓ)          | 도심 14.5/고속 17.4/복합 15.7(수동 6단)/ 도심 12.3/고속 16.1/복합 13.8(자동 6단) | 도심 11.9/고속 15.5/복합 13.3(자동 6단) |
| Co2 배출량 (g/km)    | 120(수동 6단)/ 138(자동 6단)                                                     | 144(자동 6단)                           |

### 베리 뉴 티볼리 에어(2020년10월~2023년7월)
티볼리 에어가 베리뉴가 붙고 다시 출시 된거다.

## 모터 스포츠

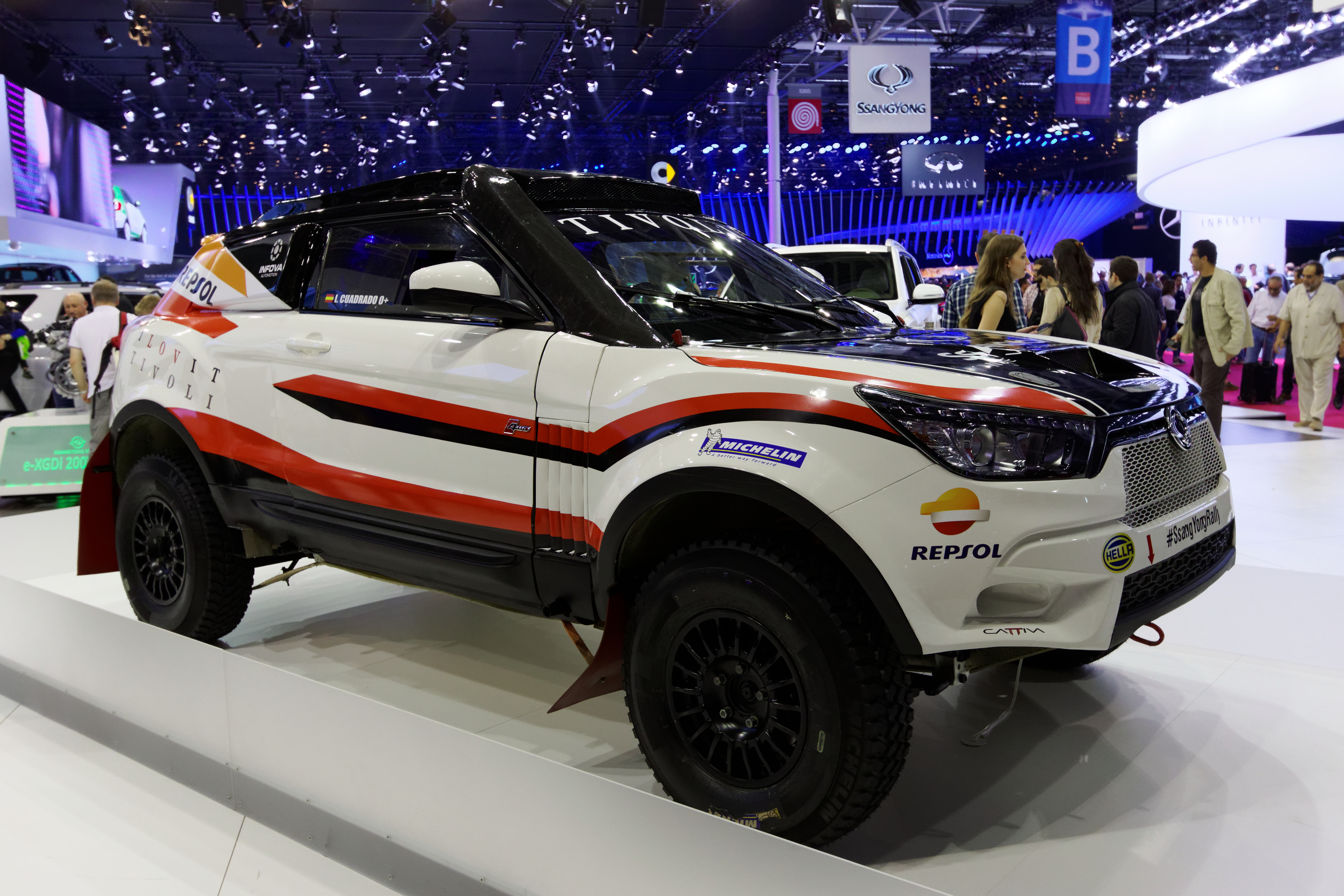
쌍용 티볼리 랠리 레이드

### 다카르 랠리 2018
2018년 다카르 랠리에서 Óscar Fuertes와 코드라이버 Diego Vallejo가 티볼리 DKR을 타고 랠리에 출전하였다. 티볼리 DKR에는 405마력의 힘을 내는 V8 엔진이 탑재되었고, 제로백(0-100km/h)이 4.4초이며, 최고 속력은 193km/h에 달한다. 9,000km가 넘는 코스에서 두 드라이버는 그들의 첫번째 다카르 랠리를 종합 32위로 마무리했다. T1.3 (가솔린 2륜구동 자동차) 카테고리에서는 최종 4위를 기록했다.

## 각종 미디어에서의 등장

### 만화에서의 등장
- 그레이트 큐봇 - 켈리